# Vervalenergie
De vervalenergie is een term uit de kern- en deeltjesfysica die staat voor het verschil in de totale bindingsenergie die tijdens een vervalreactie vrijkomt.

## Vervalenergie en massa-overschot
De vervalenergie komt vrij in de vorm van kinetische energie van de atoomkern en één of meer uitgezonden massadragende deeltjes en in de vorm van elektromagnetische straling (hoogenergetische fotonen). De hoeveelheid vrijkomende energie is dankzij de eerste wet van de thermodynamica altijd gelijk voor het verval van een radio-isotoop naar een bepaald vervalproduct. Soms zijn meerdere vervalprocessen via verschillende tussenstadia mogelijk, elk met een eigen vervalenergie voor de verschillende tussenstadia.
Vervalenergieën worden uitgedrukt in MeV's en  berekend met behulp van massa-overschotten van de kernen en deeltjes die aan het vervalproces deelnemen. De massa's van de deeltjes veranderen tijdens het vervalproces door omzetting van massa in energie, volgens Einsteins formule E=mc².

## Berekening
Voor het proces:
{\displaystyle \mathrm {A+B\longrightarrow C+D} }
wordt het energieverschil Ev tussen begin- en eindtoestand gegeven door:
{\displaystyle \mathrm {E_{v}=(E_{A}+E_{B})-(E_{C}+E_{D})} }
waarin EA, EB, EC en ED de verschillende massa-overschotten van de reactiecomponenten A, B, C en D zijn.

## Rekenvoorbeelden

### α-verval
Uranium-238 kan ver onder de aardkorst naar thorium-234 vervallen door de emissie van alfastraling:
{\displaystyle {}_{\ 92}^{238}\mathrm {U} \ \longrightarrow \ {}_{\ 90}^{234}\mathrm {Th} +\alpha }
hetgeen volgens de rekenkunde een vervalenergie oplevert van:
```
(47,308948 - 40,614285 - 2,42491565) MeV = 4,269747 MeV
```

waarmee uranium-238 aardwarmte en het nuttige edelgas helium-4 produceert.

### β−-verval
Strontium-90, dat in een kerncentrale geproduceerd is, vervalt door β−-verval tot de radio-isotoop yttrium-90:
{\displaystyle \mathrm {^{90}_{38}Sr\ \longrightarrow \ _{39}^{90}Y\ +\ e^{-}\ +\ {\bar {\nu }}_{e}} }
en levert een vervalenergie op van:
```
(-85,941604 + 86,487462) MeV = 0,545858 MeV
```

meestal lang nadat het de kernreactor heeft verlaten waar het strontium-isotoop geproduceerd is.

### Vervalreeksen van radium-226
Radium-226 kan naar lood-206 vervallen door α- en β-verval en het kan door clusterverval naar lood-208 en stikstof-14 vervallen.

#### Verval naar lood-206
Gewoonlijk vervalt radium-226 in negen stappen met de emissie van vijf α- en vier β-deeltjes tot het stabiele lood-206:
{\displaystyle \mathrm {^{226}_{\ 88}Ra\ \longrightarrow \ _{\ 82}^{206}Pb\ +\ 5\ \alpha +4\ e^{-}+\ 4\ {\bar {\nu }}_{e}} }
hetgeen een vervalenergie oplevert van:
```
(23,669099 + 23,78544 - 5 × 2,42491565) MeV = 35,32996 MeV
```

#### Verval naar lood-208 en stikstof-14
Daarnaast valt 2,6 × 10−9 % van de radium-226 kernen uiteen in de radionucliden lood-212 en koolstof-14:
{\displaystyle \mathrm {^{226}_{\ 88}Ra\ \longrightarrow \ _{\ 82}^{212}Pb\ +\ _{\ 6}^{14}C} }
Lood-212 vervalt tot het stabiele lood-208:
{\displaystyle \mathrm {^{212}_{\ 82}Pb\ \longrightarrow \ _{\ 82}^{208}Pb\ +\ \alpha +2\ e^{-}+\ 2\ {\bar {\nu }}_{e}} }
Koolstof-14 vervalt naar het stabiele stikstof-14:
{\displaystyle \mathrm {^{14}_{\ 6}C\ \longrightarrow \ _{\ 7}^{14}N\ +\ e^{-}+\ {\bar {\nu }}_{e}} }
De vervalprocessen samen laten radium-226 vervallen naar lood-208 en stikstof-14:
{\displaystyle \mathrm {^{226}_{\ 88}Ra\ \longrightarrow \ _{\ 82}^{208}Pb\ +\ _{\ 7}^{14}N\ +\ \alpha +3\ e^{-}+\ 3\ {\bar {\nu }}_{e}} }
met een vervalenergie van:
```
(23,669099 + 21,748455 - 2,86341704 - 2,42491565) MeV = 40,129221 MeV
```

#### Verschil in vervalenergie
Het verval van radium-226 naar lood-208 en stikstof-14 blijkt per saldo een 4,799261 MeV hogere vervalenergie op te leveren dan het verval naar lood-206. Dat verschil is voor het grootste deel toe te schrijven aan de extra bindingsenergie in het stikstof-14 atoom die de lagere bindingsenergie van 4 helium-4 kernen ruimschoots compenseert.